# 奧維斯波斯市

奧維斯波斯市（西班牙語：Municipio Obispos），是委內瑞拉的一個市，位於該國西部巴里納斯州，首府設於奧維斯波斯，面積1,753平方公里，2007年人口31,694，人口密度為每平方公里18人。